# Campionati europei di ciclismo su strada 2017 - Cronometro femminile Elite
La cronometro femminile Elite dei Campionati europei di ciclismo su strada 2017, seconda edizione della prova, si disputò il 3 agosto 2017 su un percorso di 31,5 km con partenza ed arrivo a Herning, in Danimarca. La medaglia d'oro fu appannaggio dell'olandese Ellen van Dijk, la quale completò il percorso con il tempo di 40'33"58, alla media di 46,609 km/h; l'argento andò alla belga Ann-Sophie Duyck e il bronzo all'altra olandese Anna van der Breggen.
Sul traguardo 31 cicliste su 32 partenti portarono a termine la competizione.

## Ordine d'arrivo (Top 10)
| Pos. | Corridore            | Squadra     | Tempo    |
| ---- | -------------------- | ----------- | -------- |
| 1    | Ellen van Dijk       | Paesi Bassi | 40'33"58 |
| 2    | Ann-Sophie Duyck     | Belgio      | a 58"    |
| 3    | Anna van der Breggen | Paesi Bassi | a 1'04"  |
| 4    | Lucinda Brand        | Paesi Bassi | a 1'58"  |
| 5    | Martina Ritter       | Austria     | a 2'06"  |
| 6    | Eugenia Bujak        | Polonia     | a 2'13"  |
| 7    | Katarzyna Pawłowska  | Polonia     | a 2'22"  |
| 8    | Ol'ga Zabelinskaja   | Russia      | a 2'28"  |
| 9    | Olga Shekel          | Ucraina     | a 2'39"  |
| 10   | Julie Leth           | Danimarca   | a 2'49"  |